# エマオの晩餐 (ストーム、グルノーブル)
『エマオの晩餐』(エマオのばんさん、仏: Le Repas d'Emmaüs, 英: Supper at Emmaus) は、17世紀オランダ絵画黄金時代の画家マティアス・ストームがキャンバス上に油彩で制作した絵画である。画家がローマに居住していた1620-1640年ごろに制作された。1826年にグルノーブル市によって購入され、現在、グルノーブル美術館に所蔵されている。なお、ほかにも8点の同主題作が知られ、それらはナポリのカポディモンテ美術館やマドリードのティッセン＝ボルネミッサ美術館などに所蔵されている。

## 作品
この絵画は、『新約聖書』中の「ルカによる福音書」 (24:13-32) に記述されている場面を表している。イエス・キリストの埋葬後、2人のキリストの弟子がエマオという村に向かっていた。そこにどこからともなく旅人が現われ、ともに歩くことになった。彼らが宿屋で食事の席についた時、旅人がパンを引き裂く姿を見て、弟子たちは彼がキリストだと気づく。

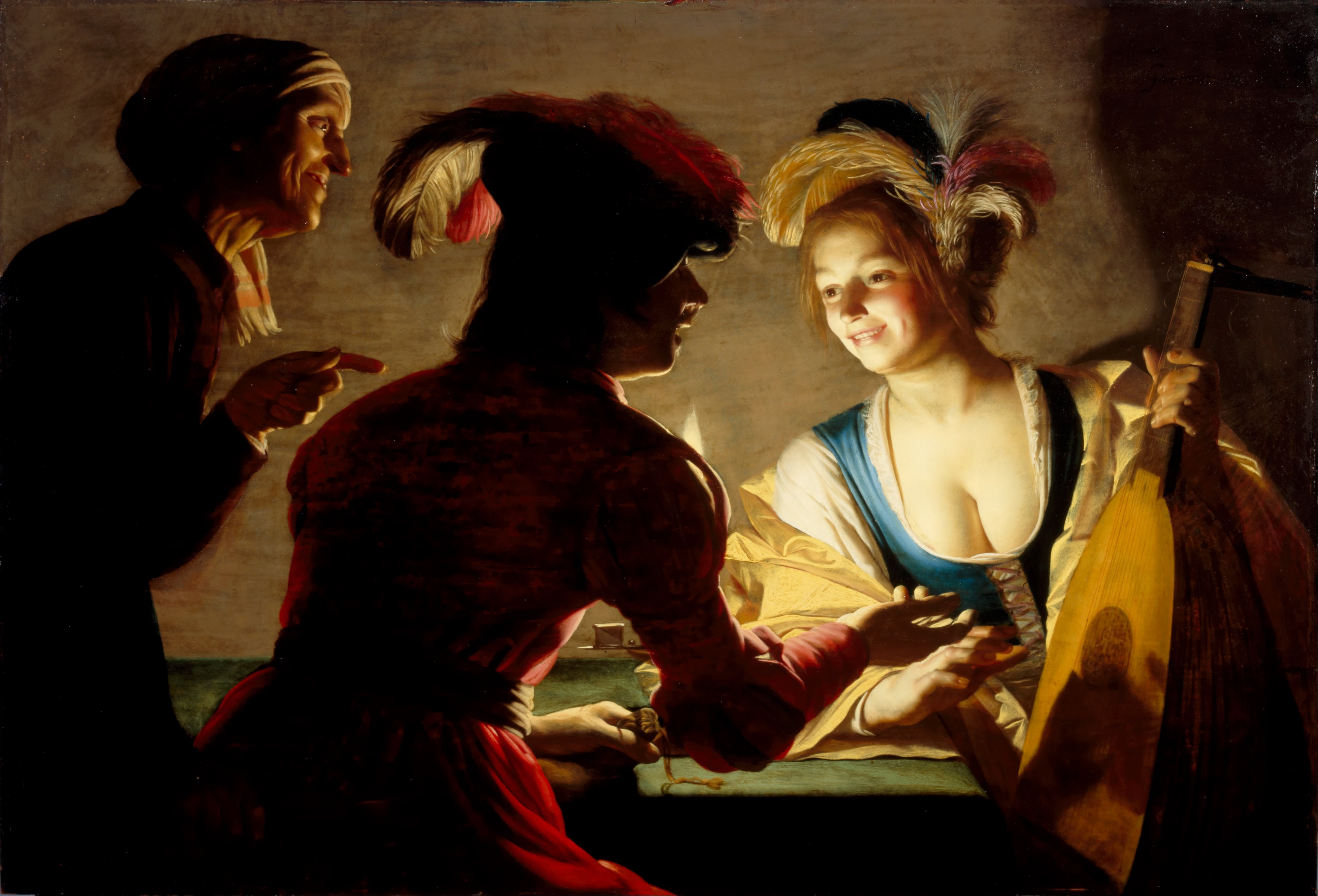
ヘラルト・ファン・ホントホルスト
『取り持ち女』（1625年）、ユトレヒト中央美術館、ユトレヒト

ストームの絵画にはイタリア・バロック絵画の巨匠カラヴァッジョの影響が常に認められるが、カラヴァッジョの『エマオの晩餐』 (ロンドン・ナショナル・ギャラリー) と『エマオの晩餐』 (ブレラ美術館、ミラノ) も本作同様、出来事のクライマックスの場面、すなわち弟子たちがパンを裂く男をキリストだと認識するところを描いている。
本作の場面は非常に暗い部屋に設定され、構図の中央にあるテーブル上のロウソクによってのみ照らされている。1本のロウソクの光で照らされた夜の情景を描くのはヘラルト・ファン・ホントホルストが得意としたもので、ホントホルストからカラヴァッジョの影響を吸収したストームも多くの作品で1本のロウソクを光源としている。弟子たちは左側と中央に、キリストは右側に座っている。左側の弟子の1人の足元には犬も描かれている。弟子たちは、ずっとエマオまで一緒に歩いてきた男がキリスト自身だとわかり、驚きを隠さない。「ルカによる福音書」には記述されていない、料理を運ぶ召使も驚いて光景を見ている。画面のかなりの部分が闇の中にあり、それがキリストの顕現に対する3人物の驚きの感覚を強調するのに貢献している。

## ギャラリー

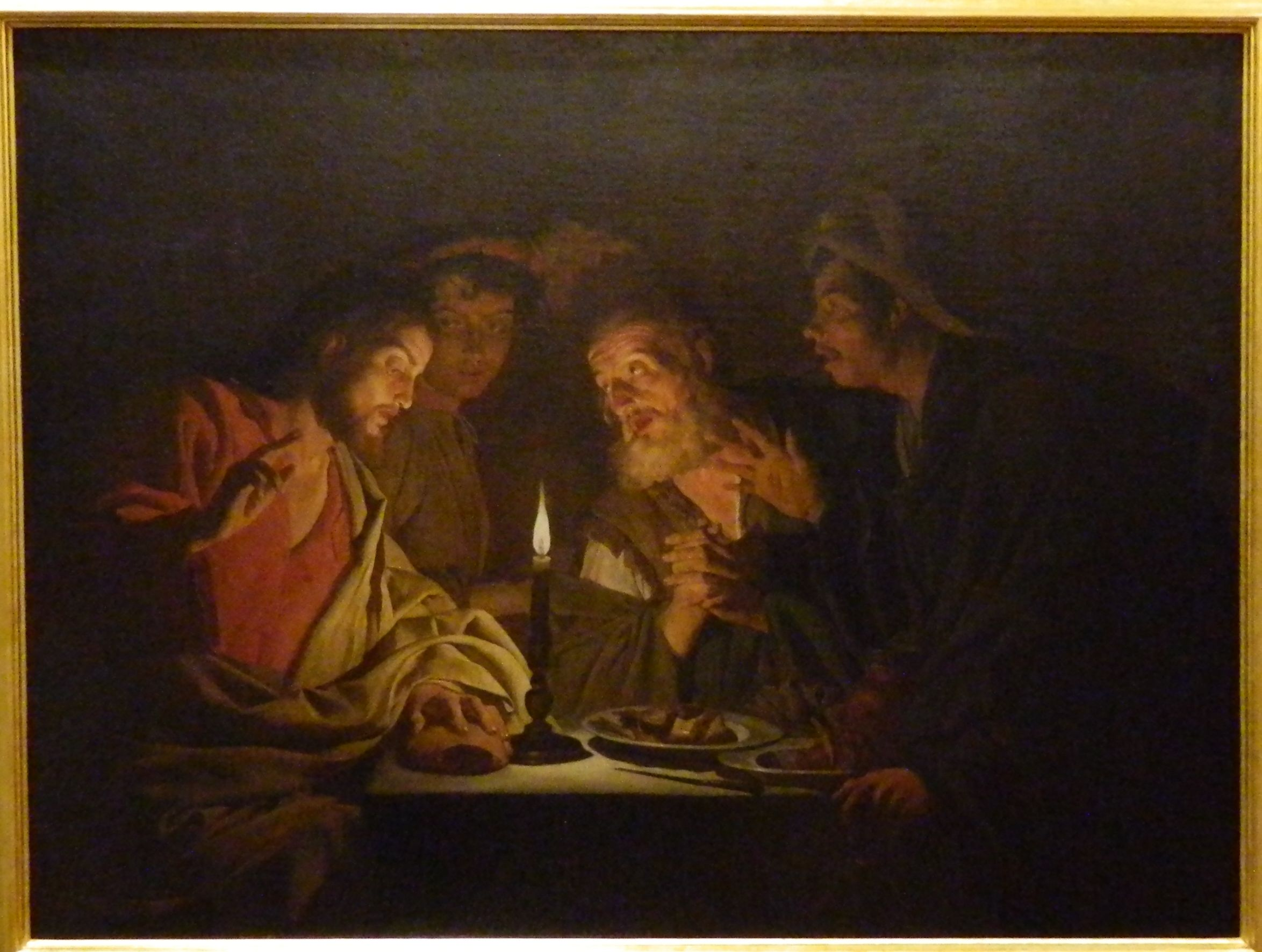
マティアス・ストーム『エマオの晩餐』 (1633-1637年)、カポディモンテ美術館、ナポリ
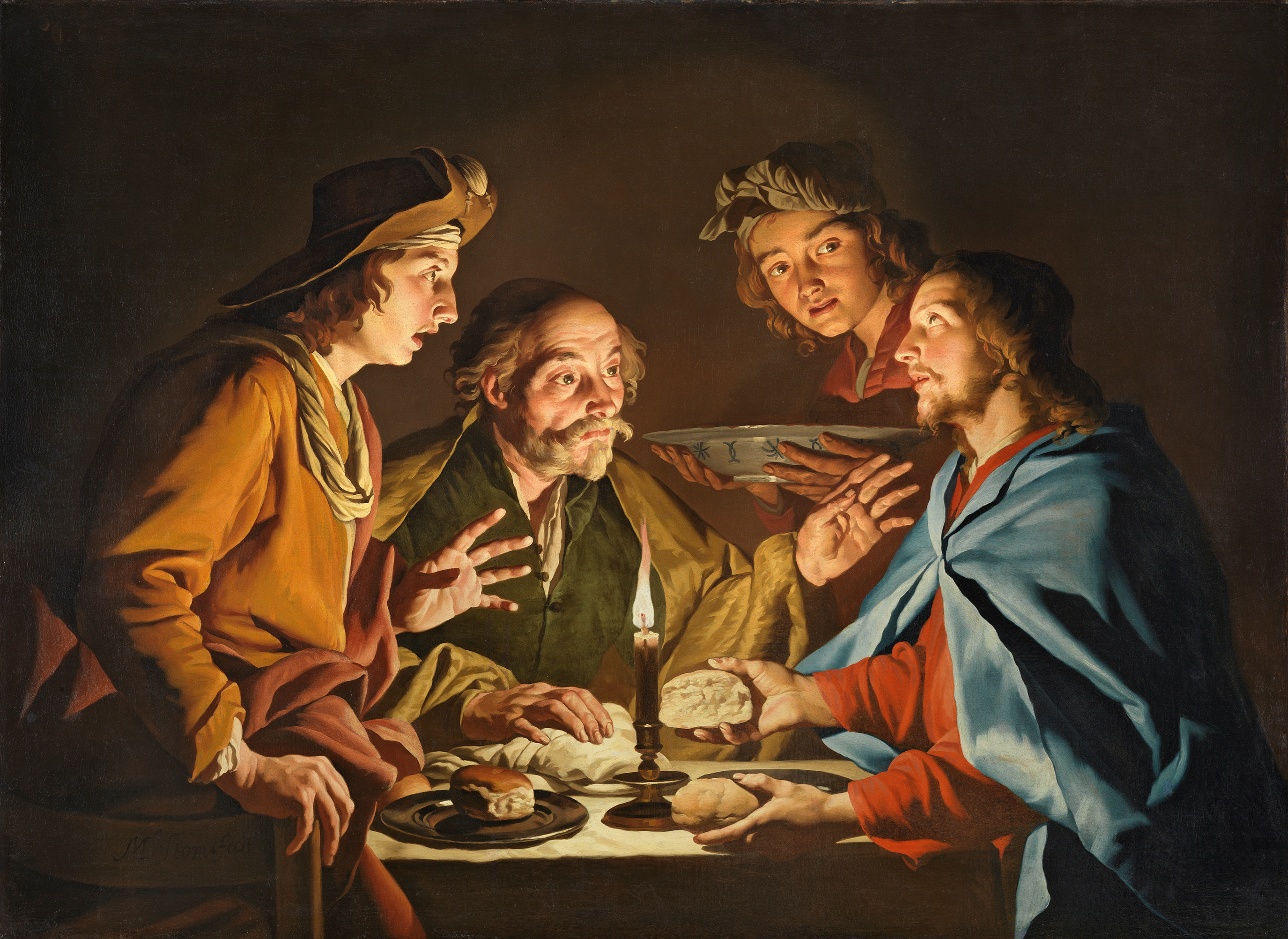
マティアス・ストーム『エマオの晩餐』 (1633-1639年ごろ)、ティッセン＝ボルネミッサ美術館、マドリード
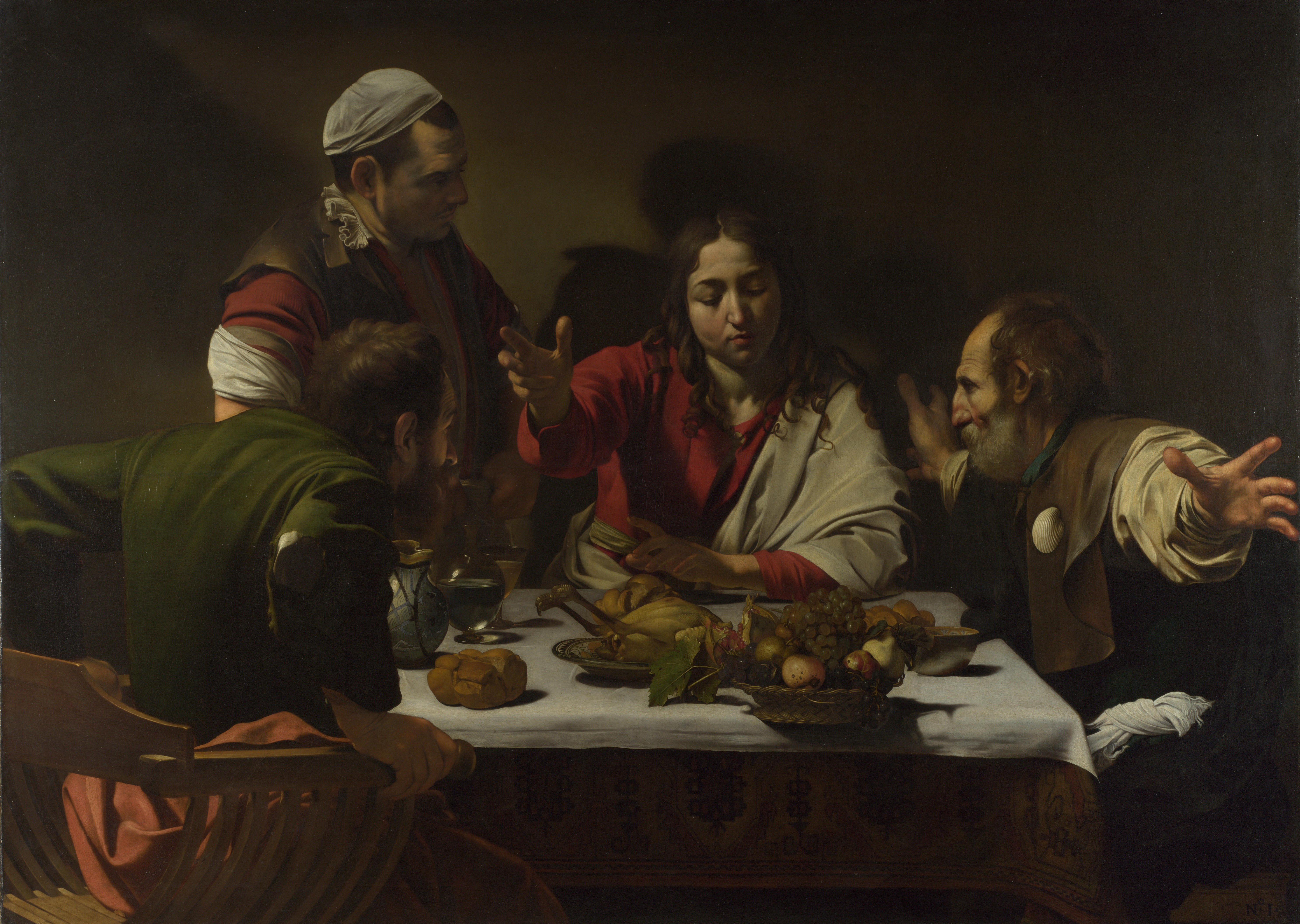
カラヴァッジョ『エマオの晩餐』 (1601年頃) 、ナショナル・ギャラリー (ロンドン)
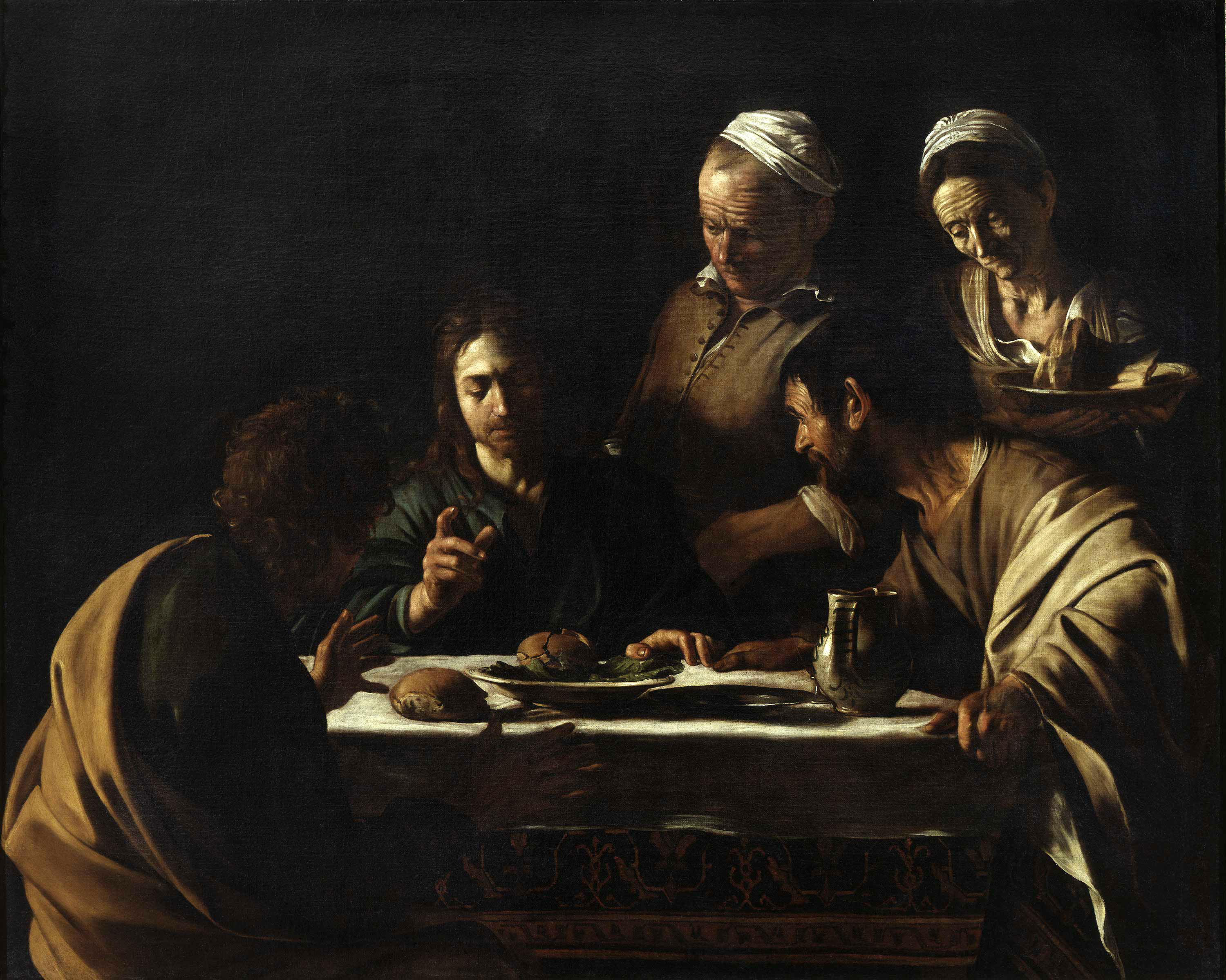
カラヴァッジョ『エマオの晩餐』 (1606年) 、ブレラ美術館、ミラノ